# J'irai dormir à Bollywood
Cet article possède un paronyme, voir J'irai dormir à Hollywood.
Pour plus de détails, voir Fiche technique et Distribution.
J'irai dormir à Bollywood est un film documentaire français réalisé par Antoine de Maximy, diffusé le 18 décembre 2011 sur France 5. 

## Synopsis
Antoine de Maximy a déjà sillonné seul plus de trente-cinq pays en s'invitant à dormir chez les gens pour la série culte J'irai dormir chez vous. Il a traversé les États-Unis de long en large pendant trois mois pour le film J'irai dormir à Hollywood.
Cette fois, c'est une traversée en Inde d'est en ouest, deuxième pays le plus peuplé au monde, foyer des civilisations les plus anciennes et de vingt-trois langues officielles. 
De Calcutta à Mumbai, Antoine brosse un portrait unique des habitants. 
Et comme destination finale, Bollywood, où Antoine veut se faire héberger par une star bollywoodienne.

## Version série
À partir du 27 février 2012, le film J'irai dormir à Bollywood est diffusé sur France 5 sous la forme de dix épisodes de 26 minutes intitulé J'irai dormir chez les Maharadjahs. Des séquences inédites y ont été ajoutées. 